# Коллективный иск (фильм)
«Коллективный иск» — кинофильм режиссёра Майкла Эптеда. Юридическая драма о судебном процессе пострадавших граждан против крупной автопроизводительной компании, где позиции сторон отстаивают отец и дочь. Процесс разворачивается на фоне семейной трагедии.

## Сюжет
Иск подаётся на крупную автомобильную корпорацию, которая пренебрегает тестами на безопасность, выпускаемых автомобилей. В качестве представителей сторон выступают отец и дочь, которые в ходе судебного процесса пытаются не только выиграть его, но и наладить свои собственные отношения.
Отец — адвокат Джед Уорд, выступающий на стороне пострадавших потребителей, представляет собой образец честности и справедливости. Дочь — Мэгги, представляющая сторону корпорации, в качестве основных черт своего характера выделяет карьеризм и личную выгоду. Мэгги обижена на отца из-за того, что тот обманывал её мать, изменяя ей в прошлом. Мать, Эстель Уорд, в свою очередь, пытается примирить между собой родственников, но после одного из первых слушаний умирает от внезапного приступа.
В процессе развития сюжета дочери приходится убедиться в правоте отца, поменять свои убеждения и получается примириться с ним.

## В ролях
| Актёр                      | Роль          |
| -------------------------- | ------------- |
| Джин Хэкмен                | Джед Уорд     |
| Мэри Элизабет Мастрантонио | Мэгги         |
| Колин Фрилз                | Майкл Грейзер |
| Джоанна Мерлин             | Эстель Уорд   |
| Лоуренс Фишберн            | Ник Холбрук   |
| Дональд Моффет             | Куинн         |
| Ян Рубеш                   | Павел         |
| Мэтт Кларк                 | Судья Симс    |
| Фред Долтон Томпсон        | Доктор Гетчел |
| Джонатан Силвермен         | Брайан        |
| Энн Рэмзи                  | Дебора        |

## Награды
Номинация на лучшего режиссёра (золотой святой Георгий) на Московском международном фестивале 1991 год — Майкл Эптид.
На XVII московском кинофестивале фильм участвовал в конкурсной программе под названием «Блестящий ход».